# Хань (царство)
Государство Хань, Царство Хань, (кит. трад. 韓國, упр. 韩国) — удельное царство эпохи Сражающихся царств в древнем Китае, существовавшее в 403—230 годах до н.э.

## История

### Основание
К концу Периода Вёсен и Осеней царство Цзинь ослабло из-за междоусобиц, и им стали управлять шесть министров из шести родов (六卿). Вскоре их осталось четыре — Чжи (智), Вэй (魏), Чжао (趙) и Хань (韓), при этом доминировал род Чжи. Последний глава клана, Чжи Яо (кит. трад. 智瑶, пиньинь Zhì Yáo), в 453 году до н. э. попытался вступить в коалицию с родами Вэй и Хань, чтобы устранить род Чжао. Однако Вэй и Хань ему не доверяли из-за его агрессивности и жестокости, поэтому они заключили сепаратный договор с Чжао, неожиданно атаковали и уничтожили род Чжи.
В 403 году до н. э. три рода договорились о разделении страны на три государства, этот момент в истории называется «Три семьи разделили Цзинь» (三家分晉). Это событие рядом историков считается началом эпохи Сражающихся царств. Правители трёх царств Хань, Чжао и Вэй получили титул хоу (侯), три государства стали называться «три Цзинь» (三晉).

### Расцвет
В 375 году до н. э. Хань покорило царство Чжэн.
Могущество Хань достигло апогея при Чжао-хоу Чу, назначившем первым министром Шэнь Бухая, который провёл ряд легистских реформ, укрепивших государство. 

### Упадок
Царство Хань было самым маленьким из «семи сильнейших», как по территории, так и по населению. Природных ресурсов, за исключением залежей металлических руд, в этом царстве было мало. По географическому положению царство Хань не имело выхода к морю, и было окружено царствами, гораздо более мощными в военном плане, чем оно само. Ввиду этого царство Хань не могло расширять свою территорию за счёт более слабых соседей, хотя ему и удалось захватить небольшое царство Чжэн.
Хотя царство Хань обладало высокоразвитой металлургией и ханьское оружие, в особенности мечи и алебарды, славились по всему Китаю, это царство было слабым в военном отношении и весьма уязвимым для давления более сильных соседей. В течение всей своей истории Хань являлось объектом либо агрессии, либо соперничества более могущественных царств. Примером такого развития событий является агрессия царства Вэй в 341 до н. э., когда Хань удалось сохранить свою независимость лишь благодаря военной помощи царства Ци, войско которого в битве при Малине нанесло полное поражение вэйской армии. Царству Хань и в дальнейшем из-за неспособности защищаться собственными силами в случае нападения соседнего государства постоянно приходилось или обращаться за помощью к другому могущественному государству, или уступать часть своих земель, что часто имело место в середине III века до н. э. при нападениях циньцев.
Не имея сил противостоять царству Цинь на поле боя и пытаясь отвлечь его от агрессии, ханьский правитель предпринял хитроумный стратегический ход, заслав в Цинь инженера-гидролога Чжэн Го с проектом строительства грандиозного канала длиной более 300 ли (150 км), который должен был оросить междуречье рек Цзиншуй и Лошуй. Ханьский правитель Хуан-хуэй-ван рассчитывал, что строительство такого канала потребует очень много средств и рабочей силы и отвлечет циньцев от походов на Восток и ослабит боеготовность Цинь, а возможность успешного завершения такого масштабного проекта будет весьма сомнительной. Однако результат оказался противоположным замыслам Хуан-хуэй-вана. В разгар строительства планы ханьцев были раскрыты, и циньский правитель решил было казнить Чжэн Го. Но тот, раскаявшись, заверил циньского вана, что завершение канала принесёт большую пользу его царству. Правителю Цинь хватило мудрости поверить Чжэн Го и поручить ему довести до конца план сооружения грандиозного канала Чжэн Го. Завершённый в 247 г. до н. э., канал помог оросить огромные площади земли и в итоге не ослабил, а очень усилил Цинь. Этот канал действует до сих пор и назван в честь Чжэн Го.
Постоянные поражения и внешнеполитические неудачи привели к постепенному упадку государства и его захвату в 230 году до н. э. царством Цинь, позже объединившим весь Китай.

## Экономика
Хань имело высокоразвитые ремесла и расположенный там город Наньян считался одним из крупнейших по тому времени центров железоделательного производства. Железное оружие из царства Хань славилось по всему Китаю. Но обилие гор и недостаток равнинных земель, годных для пахоты, притом, что по климатическим условиям ханьцы могли выращивать только пшеницу и бобы, тяжело сказывались на экономике Хань. В условиях аграрной экономики это приводило к тому, что Хань было одно из самых слабых и бедных царств. Поэтому в продовольствии в Хань был недостаток, особенно в неурожайные годы. В Хань в торговле использовались бронзовые монеты в форме лезвия мотыги, как и в двух других царствах, возникших на территории бывшего царства Цзинь (Чжао и Вэй).

## Выдающиеся деятели царства Хань
Уроженцами царства Хань были Хань Фэй (ум. 233 г. до н. э.) — ведущий идеолог древнекитайских легистов, выдающийся инженер-гидролог Чжэн Го, крупный полководец династии Хань Чжан Лян (262–189 до н.э.).

## Правители
Список правителей царства Хань.
| Имя на русском  | Имя на китайском | Годы правления      | Примечания                               |
| --------------- | ---------------- | ------------------- | ---------------------------------------- |
| Цзин-хоу Цянь   | 韓虔             | 408—399 гг. до н.э. | Основатель государства                   |
| Ле-хоу Цюй      | 韓取             | 398—387 гг. до н.э. |                                          |
| Вэнь-хоу        | 韓猷             | 386—377 гг. до н.э. |                                          |
| Ай-хоу          | 韓屯蒙           | 376—371 гг. до н.э. | Покорил царство Чжэн в 375 году до н. э. |
| Чжуан-хоу И-хоу | 韓若山           | 370—359 гг. до н.э. |                                          |
| Чжао-хоу Чу     | 韓武             | 358—333 гг. до н.э. |                                          |
| Сюань-хуэй-ван  | 韓康             | 323—312 гг. до н.э. | Принял титул вана в 323 году до н. э.    |
| Сян-ван Цан     | 韓倉             | 311—296 гг. до н.э. |                                          |
| Ли-ван Цзю      | 韓咎             | 295—273 гг. до н.э. |                                          |
| Хуан-хуэй-ван   | 韓然             | 272—239 гг. до н.э. |                                          |
| Хань-ван Ань    | 韓安             | 238—230 гг. до н.э. | Хань покорено царством Цинь              |